# Desa Cikeusik (administrativ by i Indonesien, Banten, lat -6,72, long 105,87)
Desa Cikeusik är en administrativ by i Indonesien.   Den ligger i provinsen Banten, i den västra delen av landet, 120 km sydväst om huvudstaden Jakarta.